# Morchella
Morchella, conocidas como colmenillas, cagarrias, mangarrias, morillas o múrgoles, son hongos ascomicetos comestibles, caracterizados por poseer ascocarpos de aspecto reticulado. Son muy apreciadas por los gourmets franceses y españoles.

## Descripción

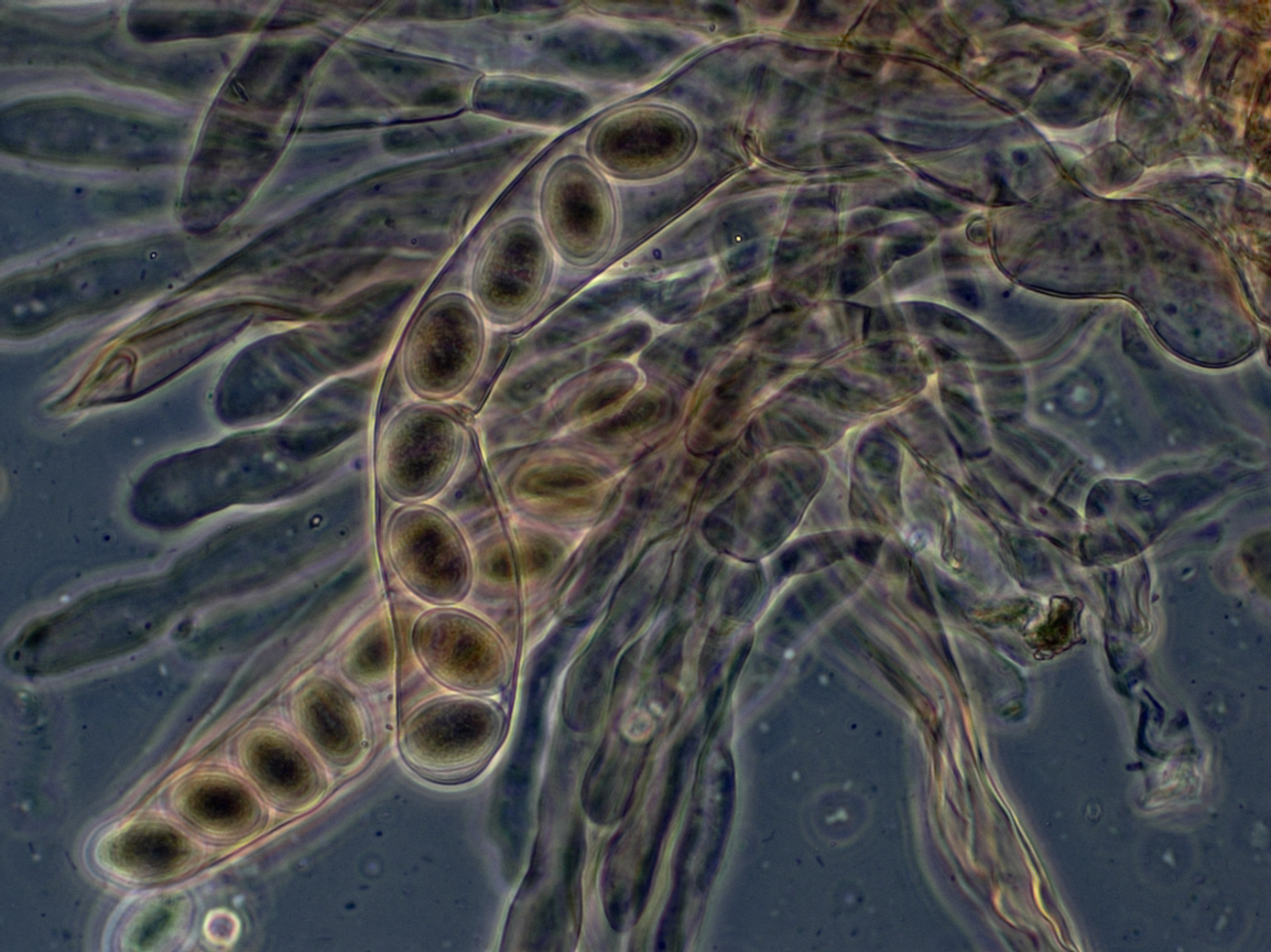
Ascosporas de la colmenilla.

Formadas por un tronco blanquinoso que sostiene un sombrero en forma esférica, redondeada u ovoide, de 6 a 10 cm de ancho, de color paja rosado o de la miel, con una forma característica semejante a un avispero. El tronco, que también está vacío, es blanquinoso. La carne es frágil y muy escasa y prácticamente inodora.
La morilla es una de las especies comestibles de hongos que crecen en la Patagonia andina. El hongo en general es de color dorado-marrón con sombrero alargado, similar al árbol, con consistencia esponjosa.
Estos hongos son muy difíciles de hallar, pues se encuentran en forma aislada y es muy difícil distinguirlos a simple vista. Sólo con la vista aguda y experta de un buen recolector de hongos se logra hallarlos.

## Comestibilidad
Las colmenillas no se pueden consumir en crudo por su toxicidad (contienen hemolisinas termolábiles (TLH), proteínas que rompen las membranas celulares de eritrocitos, leucocitos y plaquetas, y que se alteran o descomponen por acción del calor), según los expertos hay que combinar el secado y la cocción, así que si son frescas, primero deben secarse, después rehidratarse (desechando el agua) y a continuación cocinarse unos 30 minutos a una temperatura entre 70 y 90 °C.
De esta manera constituyen un excelente comestible por su delicado sabor y aroma exquisito, especial para salsas y saborizar comidas.

## Especies

### SecciónRufobrunnea
- Morchella anatolica
  - synonym: Morchella lanceolata
- Morchella rufobrunnea

### SecciónMorchella
- Morchella americana
  - sinónimos: Morchella californica, Morchella claviformis, Morchella esculentoides, Morchella populina
- Morchella castaneae
  - sinónimos: Morchella brunneorosea
- Morchella diminutiva
- Morchella esculenta
  - sinónimos: Morchella pseudoumbrina, Morchella pseudoviridis
- Morchella fluvialis
- Morchella galilaea
- Morchella prava
- Morchella sceptriformis
  - sinónimos: Morchella virginiana
- Morchella steppicola
- Morchella ulmaria
  - sinónimos: Morchella cryptica
- Morchella vulgaris
  - sinónimos: Morchella acerina, Morchella andalusiae, Morchella anthracina, Morchella conica, Morchella dunensis, Morchella lepida, Morchella robiniae, Morchella spongiola

### SecciónDistantes
- Morchella angusticeps
- Morchella australiana[1]
- Morchella brunnea
- Morchella deliciosa
  - sinónimos: Morchella conica
- Morchella dunallii
  - sinónimos: Morchella fallax, Morchella rielana
- Morchella elata
- Morchella eximia
  - sinónimos: Morchella anthracophila, Morchella carbonaria, Morchella septimelata
- Morchella exuberans
  - sinónimos: Morchella capitata
- Morchella importuna
  - sinónimos: Morchella elata, Morchella vaporaria
- Morchella kakiicolor
- Morchella populiphila
- Morchella pulchella
- Morchella punctipes
- Morchella purpurascens
  - sinónimos: Morchella elata var. purpurascens, Morchella conica, Morchella conica var. purpurascens, Morchella conica var. crassa
- Morchella semilibera
  - sinónimos: Morchella gigas
- Morchella septentrionalis
- Morchella sextelata
- Morchella snyderi
- Morchella tomentosa
- Morchella tridentina
  - sinónimos: Morchella quercus-ilicis, Morchella frustrata, Morchella elatoides, Morchella elatoides var. elagans, Morchella conica var. pseudoeximia

### Clasificación incierta
- Morchella anteridiformis
- Morchella apicata
- Morchella bicostata
- Morchella conicopapyracea
- Morchella costata
- Morchella crassipes
- Morchella deqinensis
- Morchella eximioides
- Morchella guatemalensis
- Morchella herediana
- Morchella hetieri
- Morchella hortensis
- Morchella hotsonii
- Morchella hungarica
- Morchella intermedia
- Morchella meiliensis
- Morchella miyabeana
- Morchella neuwirthii
- Morchella norvegiensis
- Morchella patagonica
- Morchella patula
- Morchella pragensis
- Morchella procera
- Morchella pseudovulgaris
- Morchella rigida
- Morchella rigidoides
- Morchella smithiana
- Morchella sulcata
- Morchella tasmanica
- Morchella tatari
- Morchella tibetica
- Morchella umbrinovelutipes
- Morchella varisiensis